# Lepsius-L-Pyramide
Die Lepsius-L-Pyramide ist eine nur in den Anfangsstadien begonnene kleine Pyramide auf dem Pyramidenfeld von Dahschur, 400 m nordöstlich der Roten Pyramide des Königs Snofru.

## Erforschung

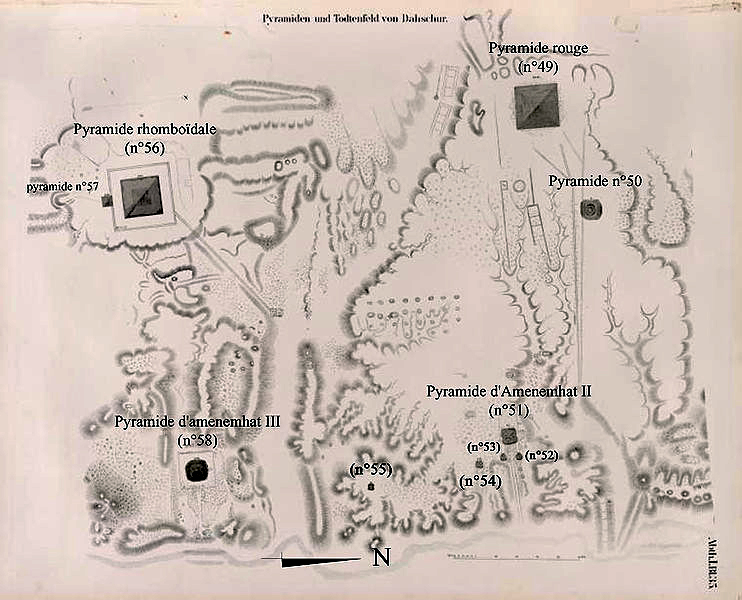
Lage der Pyramide Lepsius L (Nr. 50) auf der Karte von Karl Richard Lepsius (Norden ist rechts)

Auf seiner Ägyptenexpedition in den Jahren 1842 bis 1845 lokalisierte der deutsche Ägyptologe Karl Richard Lepsius die Überreste einer weiteren Pyramidenanlage und versah sie mit der Ordnungsnummer römisch L (50) in seiner Pyramidenliste.
Im Jahr 1986 hat Rainer Stadelmann den Komplex freigelegt und festgestellt, dass diese Pyramide nur begonnen wurde.

### Zuordnung und Datierung
Der Name des Bauherrn ist unbekannt bzw. umstritten, jedoch dürfte der Bau aus der 4. oder 5. Dynastie datieren. Die früher vermutete Urheberschaft Menkauhors konnte anhand der Grabungsbefunde Stadelmanns sowie weiterer Funde ausgeschlossen werden. Ein inschriftlicher Beleg für den Erbauer der Pyramide konnte nicht gefunden werden. Keramikfunde aus der 4. Dynastie werden als Anhaltspunkte gesehen, das Bauwerk auf das Ende der 4. bzw. die 5. Dynastie einzuordnen.

## Die Pyramide
Die Pyramide war offenbar kaum begonnen, als der Bau eingestellt wurde. Die Grundfläche war eingeebnet und mit Lehm bedeckt. Die präparierte Fläche lässt auf einen Bau von etwa 40 m Basislänge schließen, aber die genauen Proportionen des geplanten Bauwerks waren bislang nicht zu bestimmen.
Für den Unterbau war ein offener Graben ausgehoben. Die Untersuchungen ergaben an der Ostseite große Kalksteinblöcke, die vermutlich für die Substruktur vorgesehen waren. Reste einer Baurampe aus Lehmziegeln waren noch nachweisbar.